# Zapya
Zapya (китайська :快牙; піньінь: kuai ya) - застосунок спільного використання файлів з'єднання рівноправних вузлів ЛВС, що дозволяє користувачам передавати файли будь-якого розміру і будь-якого формату без необхідності підключення до Міжмережжя. Dewmobile, Inc. спочатку задумала Kuai Ya в Силіконовій долині, штат Каліфорнія, США, щоб орієнтуватися на китайський ринок у 2012 році. Однак попит на програму поширився на сусідні країни, такі як М'янма та Пакистан.  Коли міжнародна база користувачів зросла до чималих розмірів, Dewmobile створив окремий застосунок, відомий як Zapya, для оприлюднення в Apple App Store та Google Play Store. Поки що Kuai Ya та Zapya схожі між собою, але вони містять різні файли .apk та функції, щоб відповідати Політиці Google Play.
Zapya здобув популярність у країнах з низьким рівнем проникнення в Міжмережжя та поганою архітектурою Міжмережжя, оскільки це дозволяє користувачам обмінюватися файлами, не покладаючись на нього чи стільниковий зв'язок.  Застосунок доступний на декількох платформах, включаючи бюджетні моделі смартфонів, щоб бути доступним для всіх.  Користувачі можуть безплатно передавати файли будь-якого виду та будь-якого розміру, використовуючи метод передачі, подібний до Bluetooth та AirDrop.  Деякі крамниці мобільних телефонів використовують функцію Zapya "Копіювання телефону" для передачі даних зі старих телефонів своїх клієнтів на нові. 

## Вплив
Zapya увійшов у культуру молоді Куби через обмежений доступ Wi-Fi на Кубі. “ Miami Herald” повідомив 11 липня 2015 року про те, як кубинські технологічні стартапи використовують Zapya, щоб подолати відсутність мережі та погану архітектуру на Кубі.  Вони також виявили, що молодь Куби використовує Zapya як безплатну платформу для спілкування зі своїми друзями й обміну кумедними відео та світлинами між собою.
Розповсюдженість Zapya на Кубі з роками лише посилилася до того, що кубинці створили дієслово "zapyar" як жаргонний термін для позначення спільного використання файлів. Cachivache Media вважала Zapya "мережею для відключених" у 2016 році.  Мандрівникам та студентам, які планують навчатися за кордоном на Кубі, раджуть завантажити Zapya перед поїздкою. 

## Суперечки

### Тимчасове видалення з крамниці Google Play
На тиждень у жовтні 2019 року Zapya було видалено з Google Play Store і позначено як "шкодить іншим застосункам". Було встановлено, що команда розробників програмного забезпечення для стороннього розробника програмного забезпечення (SDK) була визнана шкідливою командою Google Play Policy, а будь-які додатки, що мають цей SDK, визнані шкідливими. Нова версія Zapya була додана в Google Play Store, не містивши шкідливого SDK. 5 жовтня 2019 року Dewmobile офіційно вибачився перед користувачами та закликав користувачів оновити свої застосунки до нової версії, що відповідає Політиці Google Play. 

### Тимчасова заборона в Китаї
Незважаючи на те, що Kuai Ya дотримується обмежень китайської цензури, він разом із Zapya заборонений у китайському автономному окрузі Сіньцзян. Поряд із Zapya та Kuai Ya в Сіньцзяні заборонені такі програми, як YouTube, Facebook, Instagram . 

## Зовнішні посилання
- Офіційний вебсайт [Архівовано 19 березня 2021 у Wayback Machine.]